# 政治的行為
政治的行為（せいじてきこうい）とは、公務員に対して禁止されている政治活動の行動類型をいう。また、一般職の国家公務員に対して禁止される政治活動の行動類型を定めた人事院規則14-7の副題でもある。

## 沿革
当初制定された国家公務員法（昭和22年法律第120号）第102条第1項は、寄付金等の要求等の行為のみに限り政治的行為を制限し（現行の前段にあたる部分）、その違反行為に対する罰則規定も定めていなかった。ところが、二・一ゼネストなど官公庁の労働運動の高まりを受けた連合国軍最高司令官ダグラス・マッカーサーは当時の芦田均首相宛てに書簡を送り、国家公務員法の全面的改正を指示した。これを受けた1948年（昭和23年）の同法の改正（同年法律第222号）に際して、第102条第1項に「人事院規則で定める政治的行為」を禁止する旨の規定が加わったほか、第110条第1項第19号の罰則規定も定められた（なお、同時に労働基本権に対しても大幅な制約が加えられた。）。
そして、人事院規則14-7については、総司令部と人事院側との折衝の上、1949年（昭和24年）9月19日に公布、施行された。このような経緯から、政治的行為の制限規定の母法はアメリカの通称ハッチ法（Hatch Political Activities Act,1939,as Amended）にあるとされている。
なお、人事院は、人事院規則14-7の公布施行後すぐ10月21日付け、人事院事務総長の各省事務次官宛通牒「人事院規則14-7（政治的行為）の運用方針について」を発し、その運用の指導、統一を図っている。
政府職員の政治的中立性の議論は19世紀になされ、米国では1877年R･B･ヘイズの行政命令に端を発し、クリーブランドの1877年の行政命令、ルーズベルトの1907年6月3日の行政命令に受け継がれた。やがて1930年代のニューディール政策以降、行政機関と職員数、その権限が急激に拡大したことを背景に1939年のハッチ法制定に到った。
現代においては、国際労働機関（ILO）条約の強制労働の廃止に関する条約（第105号）および雇用及び職業についての差別待遇に関する条約（第111号）について、これら方針との両立が課題となっている。105号条約については、処罰規定を懲役刑から禁固刑に改正することで2022年7月19日に批准した。111号条約については、職種や階級を限定して政治的行為を制限することで合致できるとの議論がある。

## 国家公務員に対する制限
国家公務員法第102条は、一般職の国家公務員に対して、次のように政治的行為の制限を定めている。

1. 職員は、政党又は政治的目的のために、寄附金その他の利益を求め、若しくは受領し、又は何らの方法を以てするを問わず、これらの行為に関与し、あるいは選挙権の行使を除く外、人事院規則で定める政治的行為をしてはならない。
2. 職員は、公選による公職の候補者となることができない。
3. 職員は、政党その他の政治的団体の役員、政治的顧問、その他これらと同様な役割をもつ構成員となることができない。

—国家公務員法第102条
これにより、各種選挙に出馬する際は所属庁を退職することが必要となっている。そして、国家公務員法第102条第1項の委任を受けて人事院規則14-7（政治的行為）が定められており、同規則第6項は、17に及ぶ政治的行為を規定している。

1. 政治的目的のために職名、職権又はその他の公私の影響力を利用すること
2. 政治的目的のために寄附金その他の利益を提供し又は提供せずその他政治的目的をもつなんらかの行為をなし又はなさないことに対する代償又は報復として、任用、職務、給与その他職員の地位に関してなんらかの利益を得若しくは得ようと企て又は得させようとすることあるいは不利益を与え、与えようと企て又は与えようとおびやかすこと
3. 政治的目的をもって、賦課金、寄附金、会費又はその他の金品を求め若しくは受領し又はなんらの方法をもってするを問わずこれらの行為に関与すること
4. 政治的目的をもって、前号に定める金品を国家公務員に与え又は支払うこと
5. 政党その他の政治的団体の結成を企画し、結成に参与し若しくはこれらの行為を援助し又はそれらの団体の役員、政治的顧問その他これらと同様な役割をもつ構成員となること
6. 特定の政党その他の政治的団体の構成員となるように又はならないように勧誘運動をすること
7. 政党その他の政治的団体の機関紙たる新聞その他の刊行物を発行し、編集し、配布し又はこれらの行為を援助すること
8. 政治的目的をもって、公職選挙、最高裁判所裁判官国民審査の投票又は地方自治体のリコールの投票において、投票するように又はしないように勧誘運動をすること
9. 政治的目的のために署名運動を企画し、主宰し又は指導しその他これに積極的に参与すること
10. 政治的目的をもって、多数の人の行進その他の示威運動を企画し、組織し若しくは指導し又はこれらの行為を援助すること
11. 集会その他多数の人に接し得る場所で又は拡声器、ラジオその他の手段を利用して、公に政治的目的を有する意見を述べること
12. 政治的目的を有する文書又は図画を国又は特定行政法人の庁舎（特定行政法人にあっては、事務所。以下同じ。）、施設等に掲示し又は掲示させその他政治的目的のために国又は特定行政法人の庁舎、施設、資材又は資金を利用し又は利用させること
13. 政治的目的を有する署名又は無署名の文書、図画、音盤又は形象を発行し、回覧に供し、掲示し若しくは配布し又は多数の人に対して朗読し若しくは聴取させ、あるいはこれらの用に供するために著作し又は編集すること
14. 政治的目的を有する演劇を演出し若しくは主宰し又はこれらの行為を援助すること
15. 政治的目的をもって、政治上の主義主張又は政党その他の政治的団体の表示に用いられる旗、腕章、記章、えり章、服飾その他これらに類するものを製作し又は配布すること
16. 政治的目的をもって、勤務時間中において政治上の主義主張又は政党その他の政治的団体の表示に用いられる旗、腕章、記章、えり章、服飾その他これらに類するものを着用し又は表示すること
17. なんらの名義又は形式をもってするを問わず、前各号の禁止又は制限を免れる行為をすること

これらの規定は限定列挙であり、同項に定められている行為以外の行為による政治活動は制限されない。また、第5号ないし第7号を除く規定中の「政治的目的」とは、同規則第5項に掲げる次の8つの内容に限定されている。

1. 規則14-5に定める公選による公職の選挙において、特定の候補者を支持し又はこれに反対すること
2. 最高裁判所の裁判官の任命に関する国民審査に際し、特定の裁判官を支持し又はこれに反対すること
3. 特定の政党その他の政治的団体を支持し又はこれに反対すること
4. 特定の内閣を支持し又はこれに反対すること
5. 政治の方向に影響を与える意図で特定の政策を主張し又はこれに反対すること
6. 国の機関又は公の機関において決定した政策の実施を妨害すること
7. 地方自治法に基づく地方公共団体の条例の制定若しくは改廃又は事務監査の請求に関する署名を成立させ又は成立させないこと
8. 地方自治法に基く地方公共団体の議会の解散又は法律に基く公務員の解職の請求に関する署名を成立させ若しくは成立させず又はこれらの請求に基く解散若しくは解職に賛成し若しくは反対すること

このように、人事院規則の定める政治的行為は、同規則第5項「政治的目的」と同規則第6項「政治的行為」の双方に該当しない限りこれに当たらないことになる（第6項第5号ないし第7号の行為を除く。）。
もっとも、同規則第6項は、主要な政治活動の類型をほぼ網羅している上、第1項は、政治的行為の禁止又は制限に関する規定が臨時的任用、条件付任用、休暇中、休職中、停職中を問わず、原則としてすべての一般職に属する職員に対して適用されること、第2項は職員が公然又は内密に職員以外の者と共同して行う場合にも適用されること、第3項は代理人や使用人等を通じて間接に行う場合にも適用されること、第4項は第6項16号の行為（腕章等の着用）を除いて職員の勤務時間外の行為にも適用されることを定めていることから、一般職の国家公務員は一律かつ広範囲にわたって政治活動を制限されているといえる。
なお、国家公務員法第102条第1項に違反する行為は、同法第82条により懲戒処分の理由となるほか、同法第110条第1項第19号により、懲役3年以下又は罰金10万円の範囲で、刑事罰の対象にもなる。

### 政治的行為に関する判例

#### 初期の判例
国家公務員法第102条第1項、人事院規則14-7は、一般職の国家公務員の政治活動を一律広範囲に制限していること、その政治的行為の具体的な定めを包括的に人事院規則に委任していること（その違反行為が刑事罰の対象となることから、犯罪の構成要件の委任であり、罪刑法定主義との関係でも問題となる。）、またその制定が連合国軍総司令部の意向によってなされたものであることなどから、制定当初より、これを違憲とする学説が根強い。しかし、当初、最高裁判所や下級裁判所は、これらの規定を違憲と判断したことはなかった。初期の最高裁判例としては、次のようなものがある。
- 最高裁判所1958年（昭和33年）3月12日大法廷判決（国家公務員法第102条第1項は日本国憲法第14条に違反しない。）
- 最高裁判所1958年（昭和33年）4月16日大法廷判決（国家公務員法第102条第1項は、日本国憲法第14条、第28条に違反しない。）
- 最高裁判所1958年（昭和33年）5月1日第一小法廷判決（人事院規則の規定は、国家公務員法第102条第1項の委任の範囲を超えるものではない。）

#### 猿払事件
ところが、その後、北海道宗谷郡猿払村の郵便局に勤務する郵政事務官が、1967年（昭和42年）の衆議院議員総選挙に際し、日本社会党を支持するポスターを掲示し又は配布したという事実で起訴された事件（猿払事件）があり、旭川地方裁判所は、国家公務員法の政治的行為の制限規定を日本国憲法第21条第1項が保障する表現の自由との関係からはじめて検討した。そして、同地裁は、職務内容が機械的労務の提供にとどまる非管理職の現業公務員が、勤務時間外に、国の施設を利用することなく、かつ、職務を利用し若しくはその公正を害する意図なしに、労働組合活動の一環として人事院規則14-7第6項第13号の行為に及んだ場合であっても、これに対して刑事罰を定めている国家公務員法第110条第1項第19号は、被告人の当該行為に適用される限度において、行為に対する制裁としては合理的にして必要最小限度の域を超えるものであり、日本国憲法第21条、第31条（適正手続の保障。罪刑の均衡の趣旨も含むと解されている。）に違反する、として無罪判決を出した（1968年（昭和43年）3月25日判決）。この判決は法令の違憲審査基準としていわゆるLRA（less restrictive alternative）の基準を用いたものと評されており、また法令そのものを違憲とするのではなく、当該事件に対する適用に限って違憲を宣言する適用違憲の手法を用いたものであるとされている。旭川地裁判決の影響は大きく、その後、全国の裁判所に係属していた同種の事件につき、下級審で同法、同規則の規定を違憲と判断するか、あるいは同法、同規則を違憲とまでは判断しないものの、公務員の政治的行為に可罰的違法性がないなどとして、無罪とする事例が続出した。主要な事件としては、次のようなものがある。
- 徳島地方裁判所1969年（昭和44年）3月27日判決（徳島郵便局事件第一審-無罪）
- 東京地方裁判所1969年（昭和44年）6月14日判決（総理府統計局事件第一審-有罪）
- 札幌高等裁判所1969年（昭和44年）6月24日判決（猿払事件控訴審-控訴棄却・無罪）
- 青森地方裁判所1970年（昭和45年）3月30日判決（むつ営林局事件第一審-無罪）
- 高松高等裁判所1971年（昭和46年）5月10日判決（徳島郵便局控訴審-控訴棄却・無罪）
- 東京地方裁判所1971年（昭和46年）11月1日判決（本所郵便局事件-戒告処分取消し）※行政事件
- 東京高等裁判所1972年（昭和47年）4月5日判決（総理府統計局事件控訴審-原判決破棄・無罪）
- 仙台高等裁判所1972年（昭和47年）4月7日判決（むつ営林署事件控訴審-控訴棄却・無罪）
- 名古屋地方裁判所豊橋支部1973年（昭和48年）3月30日判決（豊橋郵便局事件第一審-無罪）
- 東京高等裁判所1973年（昭和48年）9月19日判決（本所郵便局事件控訴審-控訴棄却・戒告処分取消し）
- 高松地方裁判所1974年（昭和49年）6月28日判決（高松簡易保険局事件第一審-有罪）

このように公務員の政治的行為の合憲性、あるいは当罰性についての下級審の判断が分かれており、最高裁判所の判断が待たれていた。

#### 猿払事件最高裁大法廷判決
最高裁判所は、検察官が上告した猿払事件、徳島郵便局事件、総理府統計局事件の3事件を大法廷において審理し、1974年（昭和49年）11月6日、この3事件について判決を宣告した。その内容は、
- 国家公務員法第102条第1項、人事院規則14-7は憲法第21条に違反しない。
- 同法第110条第1項第19号の罰則は憲法第21条、第31条に違反しない。
- 同法第102条第1項の人事院規則への委任は、憲法に違反する立法の委任とはいえない。
- その政治的行為が、たとえ非管理職の現業公務員であって、その職務内容が機械的労務の提供にとどまるものにより、勤務時間外に、国の施設を利用することなく、職務を利用せず又はその公正を害する意図なく、かつ、労働組合活動の一環として行われた場合であっても、同法第110条第1項第19号の違法性を失わせるものではなく、また、このような事件に同法、同規則を適用しても、憲法第21条、第31条に違反しない。

といった同法、同規則を全面的に合憲とするものであり、上記3事件の被告人らを逆転有罪とするものであった（ただし、いずれも4名の最高裁判事による反対意見がある。また全逓信労働組合が組合として日本社会党候補当選の為に支援要請のハガキ書きをしていた事、全日本郵政労働組合が民社党への入党運動をしていた事について現在に至るまで何ら問題とされていない点が法の下の平等に照らし不当であるとする声がある）。
猿払事件上告審判決の後の最高裁判所の判決には次のようなものがあるが、いずれも猿払事件上告審判決を引用して同法、同規則を合憲と結論付けており、その後しばらく政治的行為の憲法適合性が裁判で争われることはなかった。
- 豊橋郵便局事件上告審判決－最高裁判所1977年（昭和52年）7月15日第三小法廷判決（全員一致）
- 全逓プラカード事件上告審判決－最高裁判所1980年（昭和55年）12月23日第三小法廷判決（2対1の多数意見）
- 高松簡易保険局事件上告審判決－最高裁判所1981年（昭和56年）10月22日第一小法廷判決（3対2の多数意見）

#### 政治的行為に関する最高裁平成24年12月7日第二小法廷判決
その後、2003年（平成15年）11月施行の第43回衆議院議員総選挙に際して社会保険庁社会保険事務所（当時）の職員が政党機関紙を配布したという事件及び2005年（平成17年）9月に厚生労働省の課長補佐が政党機関紙を配布したという事件があり、政治的行為の憲法適合性が裁判所で再び争われることとなった。この2事件を審理した最高裁第二小法廷は、前者の事件については、
- 国家公務員法第102条第1項の「政治的行為」とは、公務員の職務の遂行の政治的中立性を損なうおそれが、観念的なものにとどまらず、現実的に起こり得るものとして実質的に認められる政治的行為をいう。
- 人事院規則14-7第6項第7号、第13号に掲げる政治的行為は、それぞれが定める行為類型に文言上該当する行為であって、公務員の職務の遂行の政治的中立性を損なうおそれが実質的に認められるものをいう。
- 管理職的地位になく、その職務の内容や権限に裁量の余地のない一般職国家公務員が、職務と全く無関係に、公務員により組織される団体の活動としての性格を有さず、公務員による行為と認識し得る態様によることなく行った政党の機関紙及び政治的目的を有する文書の配布は、公務員の職務の遂行の政治的中立性を損なうおそれが実質的に認められるものとはいえず、国家公務員法第102条第1項、人事院規則14-7第6項第7号、第13号により禁止された行為に当たらない。

との判断を示し、政党機関紙を配布した国家公務員の行為について、最高裁として、初めて無罪との結論を支持した。一方で、後者の事件については、
- 管理職的地位にあり、その職務の内容や権限に裁量権のある一般職国家公務員が行った政党の機関紙の配布は、それが、勤務時間外に、国ないし職場の施設を利用せず、公務員としての地位を利用することなく、公務員により組織される団体の活動としての性格を有さず、公務員による行為と認識し得る態様によることなく行われたものであるとしても、当該公務員及びその属する行政組織の職務の遂行の政治的中立性が損なわれるおそれが実質的に認められ、国家公務員法第102条第1項、人事院規則14-7第6項第7号により禁止された行為に当たる。

と判断し、有罪とした東京高裁判決の結論を維持している。

## 地方公務員に対する制限
地方公務員法第36条は、地方公務員に対し、次のように政治的行為の制限を定めている。

1. 職員は、政党その他の政治的団体の結成に関与し、若しくはこれらの団体の役員となってはならず、又はこれらの団体の構成員となるように、若しくはならないように勧誘運動をしてはならない。
2. 職員は、特定の政党その他の政治的団体又は特定の内閣若しくは地方公共団体の執行機関を支持し、又はこれに反対する目的をもって、あるいは公の選挙又は投票において特定の人又は事件を支持し、又はこれに反対する目的をもって、次に掲げる政治的行為をしてはならない。ただし、当該職員の属する地方公共団体の区域外において、第1号から第3号まで及び第5号に掲げる政治的行為をすることができる。
  1. 公の選挙又は投票において投票をするように、又はしないように勧誘運動をすること。
  2. 署名運動を企画し、又は主宰する等これに積極的に関与すること。
  3. 寄附金その他の金品の募集に関与すること。
  4. 文書又は図画を地方公共団体又は特定地方独立行政法人の庁舎、施設等に掲示し、又は掲示させ、その他地方公共団体又は特定地方独立行政法人の庁舎、施設、資材又は資金を利用し、又は利用させること。
  5. 前各号に定めるものを除く外、条例で定める政治的行為

3. 何人も前二項に規定する政治的行為を行うよう職員に求め、職員をそそのかし、若しくはあおってはならず、又は職員が前二項に規定する政治的行為をなし、若しくはなさないことに対する代償若しくは報復として、任用、職務、給与その他職員の地位に関してなんらかの利益若しくは不利益を与え、与えようと企て、若しくは約束してはならない。
4. 職員は、前項に規定する違法な行為に応じなかったことの故をもって不利益な取扱を受けることはない。

—地方公務員法第36条
なお、国家公務員法と異なり、その違反行為に対する罰則規定は存在していない。2012年、大阪市長・大阪維新の会代表の橋下徹は、市長選での政治活動に刑事罰を導入すると宣言した。しかし、衆議院で自民党・平井卓也議員の質問主意書に対し、野田内閣は刑事罰は違法であり、懲戒免職にすれば足りるとする内容の答弁書を決定した。そこで橋下市長は刑事罰は取り止め、懲戒免職を条例として制度化すると表明した。